# Landtagswahl in Salzburg 1959
- SPÖ: 13
- ÖVP: 14
- FPÖ: 5

Die Landtagswahl in Salzburg 1959 wurde am 10. Mai 1959 durchgeführt und war die vierte Landtagswahl im Bundesland Salzburg in der 2. Republik. Die Österreichische Volkspartei (ÖVP) rutschte dabei nach den Gewinnen bei der Landtagswahl 1954 wieder auf das Ergebnis der Landtagswahl 1949 zurück, da sie 2,7 Prozent verlor und mit einem Stimmenanteil von 43,3 Prozent 14 von 32 Mandaten erzielte. Dies bedeutete einen Verlust von einem Mandat gegenüber 1954. Das Ergebnis der Sozialistischen Partei Österreichs (SPÖ) blieb hingegen nahezu unverändert. Die SPÖ erreichte mit 38,6 Prozent erneut 13 Mandate. Dies war ein leichtes Plus von 0,4 %. Wahlgewinner war hingegen die Freiheitliche Partei Österreichs (FPÖ), die gegenüber ihrer Vorgängerpartei, der Wahlpartei der Unabhängigen, drei Prozent und ein Mandat gewann. Mit 16,1 Prozent erzielte die FPÖ fünf Mandate. Wie bereits 1954 scheiterten die Kommunistische Partei Österreichs (KPÖ) mit 1,8 Prozent und die Salzburger Heimatliste (SHL) mit 0,2 Prozent am Einzug in den Landtag.
Der Landtag der 4. Gesetzgebungsperiode konstituierte sich in der Folge und wählte die Landesregierung Klaus III zur neuen Salzburger Landesregierung.

## Gesamtergebnis
|                                         | Ergebnisse 1959 | Ergebnisse 1959 | Ergebnisse 1959 | Ergebnisse 1954 | Ergebnisse 1954 | Ergebnisse 1954 | Differenzen | Differenzen | Differenzen |
| --------------------------------------- | --------------- | --------------- | --------------- | --------------- | --------------- | --------------- | ----------- | ----------- | ----------- |
| Wahlberechtigte                         | 214.991         | 214.991         | 214.991         | 197.511         | 197.511         | 197.511         | + 17.480    | + 17.480    | + 17.480    |
| Wahlbeteiligung                         | 90,94 %         | 90,94 %         | 90,94 %         | 89,60 %         | 89,60 %         | 89,60 %         | + 1,34 %    | + 1,34 %    | + 1,34 %    |
|                                         | Stimmen         | %               | Mand.           | Stimmen         | %               | Mand.           | Stimmen     | %           | Mand.       |
| Abgegebene Stimmen                      | 195.524         |                 |                 | 176.961         |                 |                 | + 18.563    |             |             |
| Ungültig                                | 3.815           | 1,95 %          |                 | 4.058           | 2,29 %          |                 | - 243       | - 0,34 %    |             |
| Gültig                                  | 191.709         | 98,05 %         |                 | 172.903         | 97,71 %         |                 | + 18.806    | + 0,34 %    |             |
| Partei                                  |                 |                 |                 |                 |                 |                 |             |             |             |
| Österreichische Volkspartei (ÖVP)       | 82.942          | 43,26 %         | 14              | 79.391          | 45,92 %         | 15              | + 3.551     | - 2,66 %    | - 1         |
| Sozialistische Partei Österreichs (SPÖ) | 73.999          | 38,60 %         | 13              | 66.019          | 38,18 %         | 13              | + 7.980     | + 0,42 %    | ± 0         |
| Freiheitliche Partei Österreichs (FPÖ)  | 30.915          | 16,13 %         | 5               | 22.787          | 13,18 %         | 4               | + 8.128     | + 2,95 %    | + 1         |
| Kommunistische Partei Österreichs (KPÖ) | 3.430           | 1,79 %          | 0               | 4.012           | 2,32 %          | 0               | - 582       | - 0,53 %    | ± 0         |
| Salzburger Heimatliste (SHL)            | 423             | 0,22 %          | 0               | 694             | 0,40 %          | 0               | - 271       | - 0,18 %    | ± 0         |
| Gesamt                                  | 191.709         | 100,00 %        | 32              | 172.903         | 100,00 %        | 32              | + 18.806    |             |             |